# Михайлюк, Юрий Владимирович
Ю́рий Влади́мирович Михайлю́к (укр. Юрій Володимирович Михайлюк; 13 марта 1989, Лысянка) — украинский военнослужащий, капитан, участник российско-украинской войны. Герой Украины (2022).

## Биография
Юрий Михайлюк окончил школу № 1 в Лысянке и в 2010 году — Киевский национальный университет. В звании лейтенанта два года служил офицером-психологом в танковом батальоне, после чего перевёлся в 128-ю отдельную горно-штурмовую бригаду. С 2014 года участвует в боевых действиях на востоке Украины.
С первых дней полномасштабного вторжения России в Украину подразделение под командованием капитана Михайлюка обороняло Донецкое направление и успешно проводило контратаки. В марте 2022 года в районе Углегорска его рота оказалась в окружении. В течение 12-часового боя, несмотря на ограниченные боеприпасы, Михайлюк объединился с батальоном другой бригады, спас их раненого командира и взял подразделение под своё командование. Благодаря его действиям объединённый отряд смог прорваться из окружения с минимальными потерями, уничтожив значительное количество вражеских сил и техники.
На следующий день после присвоения звания Героя Украины Михайлюк получил пулевое ранение в ногу, но продолжал руководить подразделением до успешного отражения атаки, после чего согласился на эвакуацию.

## Награды
- Звание «Герой Украины» с удостоением ордена «Золотая Звезда» (26 марта 2022) — за личное мужество и героизм, проявленные в защите государственного суверенитета и территориальной целостности Украины, верность военной присяге<ref>Указ президента Украины от 26 березня 2022 года № 179/2022 «Про присвоєння звання Герой України» (укр.)</ref.